# Бугас, Ник
Ник Бугас (англ. Nick Bougas; род. 1955, Саванна, штат Джорджия, США) — американский режиссёр-документалист, художник, исследователь Голливуда.

## Биография
Вплоть до смерти основателя Церкви Сатаны Антона Лавея Ник был его близким другом. В прошлом Бугас и сам имел влияние в кругах этой организации. За время своей продолжительной карьеры в Голливуде, Ник получил нишевую известность как знаток обратной стороны американской кинематографической индустрии, и собрал уникальную коллекцию голливудских артефактов, а также личный архив из множества редких фотографий, видеозаписей и других медиа. Под руководством Бугаса как режиссёра, сценариста и продюсера было снято десять документально-публицистических фильмов, в пяти он принял участие как режиссёр. Одна из известных работ Ника — трилогия Death Scenes, совместно с Адамом Парфри Бугас также снял фильм «Поговорим о Дьяволе: Канон Антона ЛаВея» . Сейчас Ник Бугас проживает в одном из пригородов Атланты.

## A. Wyatt Mann
Согласно публикации 2015 года на BuzzFeed News, в 1980-е и 1990-е годы Бугас рисовал крайне расистские и антисемитские карикатуры под псевдонимом «A. Wyatt Mann» (созвучно словосочетанию «a white man», «белый человек»). Карикатуры были направлены против негров, евреев, расовых меньшинств, геев и феминисток. Многие из них публиковались неонацистом Томом Метцгером. Хотя Бугас никак не комментировал эти обвинения, множество людей, работавших с ним в те времена, а также различные фотографии подтверждают, что под именем Уайт Мэнна скрывался именно он. Карикатуры Мэнна широко использовались в качестве мемов сторонниками превосходства белых, интернет-троллями, а позже альтернативными правыми. Одна из этих карикатур, изображающая потирающего руки ухмыляющегося еврея, стала одним из самых популярных антисемитских изображений в интернете.
Интернет-тролли часто комбинируют работы Мэнна с рисунками правого карикатуриста-конспиролога Бена Гаррисона с целью придать им расистский вид.